# Cleapa rotundata
Cleapa rotundata är en fjärilsart som beskrevs av Matsumura 1934. Cleapa rotundata ingår i släktet Cleapa och familjen tandspinnare. Inga underarter finns listade i Catalogue of Life.